# Quintus Iulius Proculeianus
Quintus Iulius Proculeianus (bzw. Proclianus) war ein im 3. Jahrhundert n. Chr. lebender römischer Politiker.
Durch zwei Inschriften auf römischen Meilensteinen, die auf dem Gebiet der ehemaligen römischen Provinz Cappadocia gefunden wurden und die in die Regierungszeit von Severus Alexander (222–235) datiert sind, ist belegt, dass Proculeianus Statthalter (Legatus pro praetore) dieser Provinz war; er amtierte vermutlich von 225/226 bis 227/228 in der Provinz.
Vermutlich bestanden verwandtschaftliche Beziehungen zu Lucius Iulius Proculeianus, der unter Titus (79–81) Legatus des konsularen Statthalters der Provinz Galatia et Cappadocia war, und zu Iulius Proculus Quintilianus, der um 249/250 Statthalter (Proconsul) der Provinz Asia war.